# Jakub Záborský
Jakub Záborský (Martin, Rakousko – 4. březen 1735, Ivančiná, Rakousko) byl evangelický kněz a církevní hodnostář.
Záborský pocházel ze zemanského rodu s pův. majetky v Záboří. Školy navštěvoval v Martině a v Banské Bystrici. V letech 1705 - 1709 byl církevním správcem v Horním Jaseně a v Belé, v roce 1709 byl vyhnán z náboženských důvodů. V letech 1709-1714 žil v Záborí. V letech 1709-1735 pracoval jako evangelický farář v Ivančiné, v roce 1729 byl turčanským seniorem, roku 1732 byl potom zvolen superintendantem bratislavské, nitranské, trenčínské, turčianské a liptovské stolice. Těsně před uvedením do úřadu nicméně zemřel. Záborský byl organizátorem evangelického církevního života na středním a západním Slovensku, zejména v Turci. Připisuje se mu autorství rukopisné sbírky většinou veršovaných modliteb (1719), která se zachovala v knihovně evangelického lycea v Banské Štiavnici.